# Christian Slater
Christian Michael Leonard Slater (født 18. august 1969) er en amerikansk skuespiller, som har medvirket i film som Heathers, Kuffs, True Romance og He Was a Quiet Man.

## Filmografi

### Film
- King Cobra (2016)
- Nymphomaniac (2013)
- Soldiers of Fortune (2012)
- Quantum Quest: A Cassini Space Odyssey (Jammer - stemme, 2009)
- Slipstream (2007)
- He Was a Quiet Man (Bob Maconel, 2007)
- The Ten Commandments (Moses, 2007)[1][2]
- Hollow Man 2 (Michael Griffin/Hollow Man, 2006)
- Bobby (2006)
- Alone in the Dark (2005)
- Mindhunters (J.D. Reston, 2005)
- The Good Shepherd/The Confessor (2004)
- Churchill: The Hollywood Years (Winston Churchill, 2004)
- Windtalkers (Sgt. Pete "Ox" Henderson, 2002)
- Prehistoric Planet (TV fortæller film, 2002)
- Who Is Cletis Tout? (Trevor Allen Finch, 2001)
- 3000 Miles to Graceland (Hanson, 2001)
- The Contender (Reginald Webster, 2000)
- Home Team (1999)
- Very Bad Things (Robert Boyd, 1998)
- Hard Rain (Tom, 1998)
- Austin Powers: International Man Of Mystery (Easily Fooled Security Guard ukrediteret, 1997)
- Broken Arrow (Captain Riley Hale, 1996)
- Bed of Roses (Lewis Farrell, 1996)
- Murder in the First (James Stamphill, 1995)
- En vampyrs bekendelser (journalist Daniel Molloy, 1994)
- Jimmy Hollywood (William, 1994)
- True Romance (Clarence Worley, 1993)
- Untamed Heart (Adam, 1993)
- Kuffs (George Kuffs, 1992)
- FernGully: The Last Rainforest (Pips - stemme, 1992)
- Mobsters (Charlie "Lucky" Luciano, 1991)
- Robin Hood: Prince of Thieves (Will Scarlet, 1991)
- Star Trek VI: The Undiscovered Country (Excelsior Communications Officer, 1991)[3]
- Young Guns II (Dave Rudabaugh, 1990)
- Pump Up the Volume (Mark Hunter, 1990)
- Tales from the Darkside: The Movie (Andy, 1990)
- Beyond the Stars (Eric Michaels, 1989)
- The Wizard (Nick Woods, 1989)
- Gleaming the Cube (Brian Kelly, 1989)
- Heathers (J.D., 1989)
- Tucker: The Man and His Dream (Preston Tucker, Jr., 1988)
- Rosens navn (Adso af Melk, 1986)
- Twisted (Mark Collins, 1986)
- The Legend of Billie Jean (Binx, 1985)
- Tales from the Darkside: The Movie (Andy, 1984)

### Tv-serier
- My Name Is Earl som Woody (2006) TV
- Dinosaur Planet (2003) TV fortæller
- The Adventures of Jimmy Neutron, Boy Genius: Jet Fusion, Parts 1 & 2 (Jet Fusion - stemme, 2003)